# プリツカー家
プリツカー家（英: Pritzker family）は、ユダヤ系アメリカ人の実業家・慈善家の家系である。『フォーブス』誌の"America's Richest Families"に、1982年の発表開始以来常にトップ10に入っている富豪の一族である。20世紀に入ってから、特にホテルグループのハイアットによって財産を構築した。
一族は、ハイアットグループのほかに製造業のコングロマリットであるマーモン・グループを保有していたが、バークシャー・ハサウェイに売却した。そのほか、シカゴ・スペリオール銀行（2001年に破綻）、トランスユニオン、ブラニフ航空、雑誌『マコールズ』、ロイヤル・カリビアン・インターナショナルなどを保有している。
1881年にウクライナ・キエフからアメリカに渡りイリノイ州シカゴに定住したニコラス・プリツカーを祖とする。現在もシカゴを本拠としている。

## 家系
- ヤコブ・プリツカー (1831–1896)、ソフィア・シュワルツマン (1850–1910)
  -  ニコラス・プリツカー (1871–1957) - キエフからシカゴに渡り、プリツカー&プリツカー法律事務所を設立。レフ・シェストフのいとこ[4]。アニー・P・コーンと結婚する。
    - ハリー・ニコラス・プリツカー（英語版） (1893–1957) - 弁護士で、プリツカー&プリツカー法律事務所を継ぐ。エレナ・ストーンと結婚。
      - リチャード・S・プリツカー (1944-2015) - ロリ・ハートと結婚
      -  ジョアン・プリツカー (1946–1955)

    - エイブラム・ニコラス・プリツカー (1896–1986) - 実業家としてのプリツカー家の祖。ファニー・ドッペルトと結婚。
      - ジェイ・プリツカー (1922–1999) - ハイアットの共同創業者、慈善家。プリツカー賞を創設。マリアン・"シンディー"・フレンドと結婚。
        - ナンシー・プリツカー (1948–1972)
        - トーマス・プリツカー（英語版） (1950-) - プリツカー・オーガナイゼーションの代表。マーゴット・マーシャルと結婚。
        - ジョン・プリツカー（英語版） (1953-)
          - アダム・プリツカー（英語版） (1984-) - 非営利教育組織「ゼネラル・アセンブリー（英語版）」を設立。コロンビア大学評議員

        - ダニエル・プリツカー（英語版） (1959 - ) - ロックバンド「ソニア・ダダ（英語版）」を設立し、ギターと作曲を担当。カレン・エデンソードと結婚。
        -  ジーン・"ジジ"・プリツカー (1962-) - 映画制作者。マイケル・パッカーと結婚。

      - ロバート・プリツカー（英語版） (1926–2011) - マーモン・グループを設立。慈善家。オードリー・ギルバート、アイリーン・ドライバーグ、マヤリ・サージェントと結婚。
        - ジェニファー・N・プリツカー (1950-) - 元陸軍中佐。プリツカー軍事博物館・図書館（英語版）を開設[5][6]。ジェームズ・N・プリツカーとして生まれたが、トランスジェンダーであることを公表し、法的に現在の名前に改名した。
        - リンダ・プリツカー (1953-) - チベット仏教のラマ、作家。
        - カレン・プリツカー（英語版） (1958-) - マイケル・ヴロックと結婚。
        - マシュー・プリツカー（英語版） (1982-)
        -  リーゼル・プリツカー (1984-) -女優。イアン・シモンズと結婚。 

      -  ドナルド・プリツカー（英語版） (1932–1972) - ハイアットの共同創業者。スー・サンデルと結婚。
        - ペニー・プリツカー (1959-) - 第38代商務長官
        - アンソニー・プリツカー（英語版） (1961-) - ジェーン・クライザーと結婚。
        -  J・B・プリツカー (1965-) - ベンチャーキャピタルのプリツカーグループを設立。イリノイ州知事[7]。M・K・ミュンスターと結婚。

    -  ジャック・ニコラス・プリツカー（英語版） (1904–1979) - 不動産業者、弁護士。ローダ・プリツカー（英語版）(1914–2007)と結婚。
      -  ニコラス・J・プリツカー（英語版） (1944-) - ハイアット・デベロップメントCEO。スーザン・ストーウェルと結婚。

## 一族の財産
1995年、ハイアットの共同創業者のジェイ・プリツカーが退任し、長男のトーマス・プリツカーにプリツカー・オーガナイゼーションの代表権が移譲された。1999年にジェイ・プリツカーが亡くなり、その財産が11人の親族に、それぞれ推定14億ドルずつ相続された。2005年、相続の対象外となった親族2人からの訴訟が起こされ、1人推定5億ドルの相続で和解した。相続は2011年に完了し、一族は、ビジネスや慈善事業、芸術活動など、それぞれ別の活動を行うようになった

2015年のフォーブス400にランク入りしたプリツカー家の一族を以下に示す。
| 順位 | 氏名                     | 純資産 （億ドル） |
| ---- | ------------------------ | ----------------- |
| 557  | アンソニー・プリツカー   | 31                |
| 512  | J・B・プリツカー         | 34                |
| 847  | ジョン・プリツカー       | 26                |
| 551  | トーマス・プリツカー     | 31                |
| 737  | ペニー・プリツカー       | 25                |
| 847  | ダニエル・プリツカー     | 22                |
| 1054 | ジェニファー・プリツカー | 17.8              |
| 737  | ジジ・プリツカー         | 25                |
| 381  | カレン・プリツカー       | 43                |
| 1054 | リンダ・プリツカー       | 18.5              |
| 1250 | ニコラス・J・プリツカー  | 14.8              |
|      | 合計                     | 290               |

## 名前を冠したもの
- シカゴ大学プリツカー医学部
- ノースウェスタン大学プリツカー法学部
- プリツカー小学校
- プリツカー賞
- プリッツカー軍事博物館・図書館